# کزن
کزن (سمیرم)، روستایی از توابع شهرستان سمیرم در استان اصفهان است. این روستا زادگاه حکیم جهانگیر خان قشقایی هست.
در حال حاضر تیره جانبازلو از طایفه دره شوری ، ایل قشقایی در آن ساکن هستند.

## جمعیت
این روستا در دهستان وردشت قرار دارد و بر اساس سرشماری مرکز آمار ایران در سال ۱۳۸۵، جمعیت آن ۲۱۶ نفر (۶۰ خانوار) بوده‌است.

## اطلاعات
روستا های مجاور : آغداش، دیزجان، کاسگان، دوراهان